# Gonomyia (Leiponeura) hackeri
Gonomyia (Leiponeura) hackeri is een tweevleugelige uit de familie steltmuggen (Limoniidae). De soort komt voor in het Oriëntaals gebied.